# Saint-Michel-de-Bannières
Saint-Michel-de-Bannières es una comuna francesa situada en el departamento de Lot, de la región de Occitania.

## Historia
En 1806 absorbe la comuna de Condat y en 1841 dicha comuna fue reconstituida a partir de sus antiguos territorios.

## Demografía
| Gráfica de evolución demográfica de Saint-Michel-de-Bannières entre 1800 y 2022 |
|                                                                                 |

Los datos demográficos contemplados en este gráfico se han cogido de la página francesa EHESS/Cassini.